# Phoenicopterus ruber
Phoenicopterus ruber este o specie de flamingo înrudită cu flamingo roz (Phoenicopterus roseus ) și flamingo chilian (Phoenicopterus chilensis ). În trecut era considerat conspecific cu flamingo roz. Este unica specie de flamingo răspândită în mod natural în America de Nord.

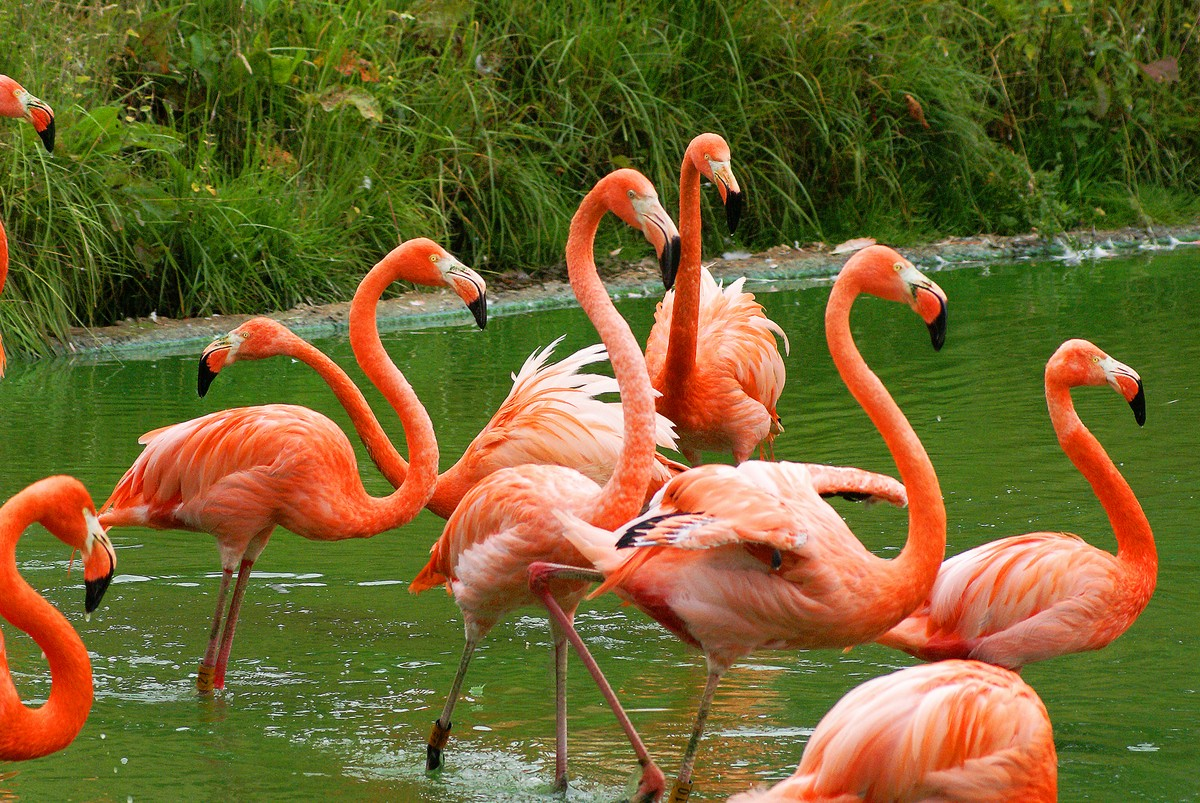
Phoenicopterus ruber

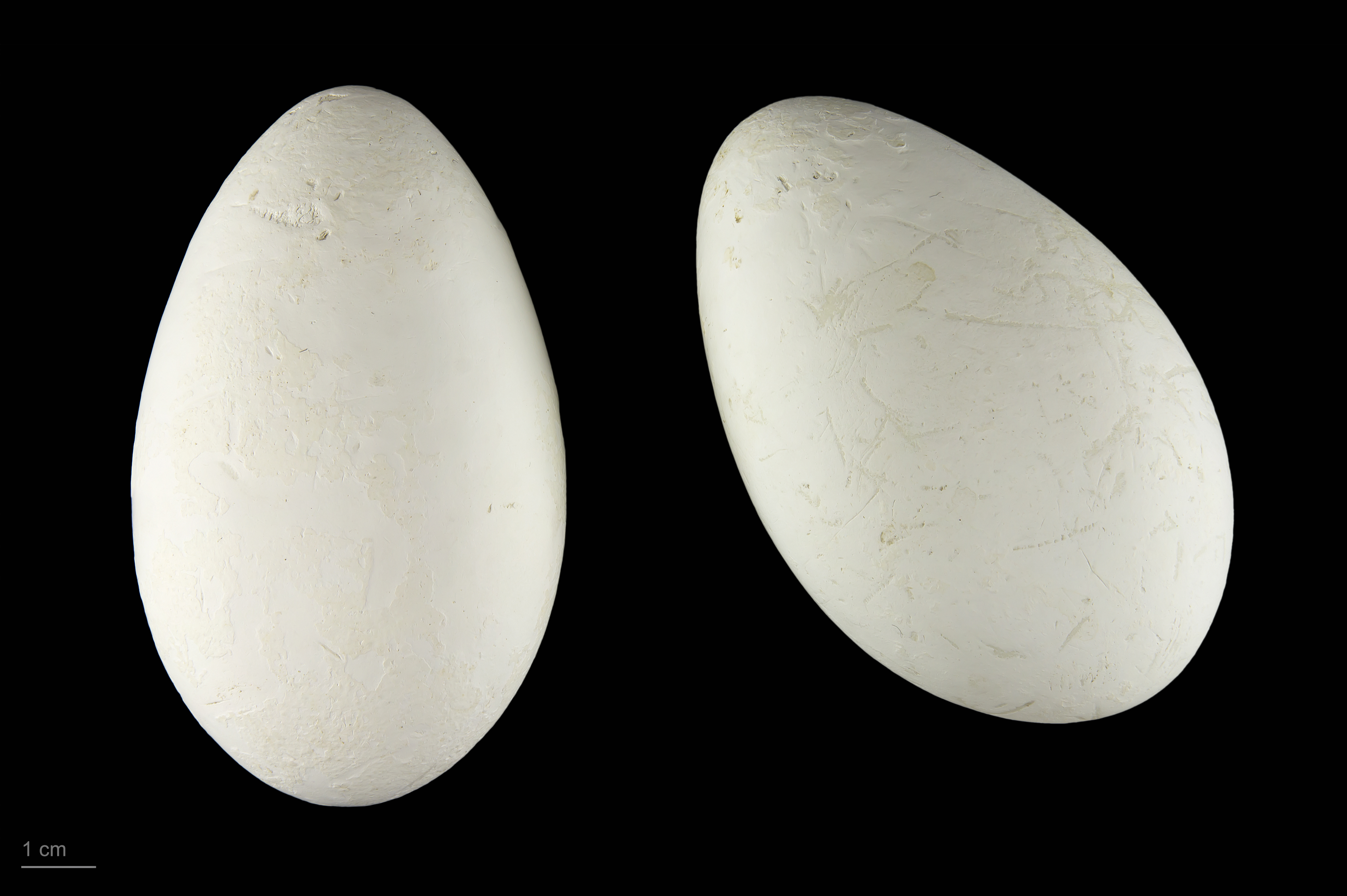
Phoenicopterus ruber - MHNT